# Dirk Boode
Dirk Boode (Delft, 25 juni 1891 - aldaar, 16 november 1957) was een veelzijdig Nederlands kunstenaar.
Hij kreeg zijn opleiding bij de Academie van Beeldende Kunsten in Den Haag en was lid van de Delftse Kunstkring. Hij schilderde, tekende, etste, was houtsnijder, illustreerde kinderboeken en was boekbandontwerper. Zijn stijl van portretteren was in de jaren dertig geëvolueerd tot een geometrisch vormgegeven art deco met sterk aangezette schaduwpartijen. Zijn eerdere werk kent een minder uitgesproken stilistische vormgeving. Boode ontwierp in 1935 een van de twee gedenkramen in de Goudse St.-Janskerk ter herinnering aan de restauratie van de glazen in de jaren 1901-1936.

## Werk
- bandversiering voor boek "Het Schoone Leven" van Willemina Vermaat. Amsterdam, Uitgeversmaatschappij Holland.
- bandtekening voor boek "De Lofzang der Schamelen van Hendrika Kuyper-van Oordt, Uitgeverij: U.-M. Holland, Amsterdam.
- ets: "Hollend paard in bos" ca. 1930
- houtsnede illustraties voor boek "De Verloren Zoon" van Willem de Merode. Amsterdam; 1928; Uitgeversmij. Holland; 22 pp.
- aquarel "Van kluisters bevrijd : Holland uit zijn stof herrezen zal opnieuw ons Holland wezen.". Later uitgegeven als gedrukte allegorische gedenkplaat ter gelegenheid van het 50-jarig regeringsjubileum van koningin Wilhelmina, 1948; om uit te reiken aan schoolkinderen.
- houtsneden van voor serie van 10 wenskaarten "Kerstkinderen" van de Wilmastichting, uitgeversmaatschappij Holland, 1930
- 10 houtsnede illustraties (zelfde als de kerstkaartenserie hierboven) in boek "Kerstkinderen" van Willemina Vermaat (pseudoniem: "Wilma"), uitgeversmaatschappij Holland, 1930
- illustraties voor boek "Koning" door J.C. de Hein Blommer; uitgeverij Meinema te Delft, 1937

- Biografisch Portaal: 54396810
- Digitale Bibliotheek voor de Nederlandse Letteren: bode017
- International Standard Name Identifier: 0000 0003 8747 9837
- Nederlandse Thesaurus van Auteursnamen: 11375549X
- RKD-Nederlands Instituut voor Kunstgeschiedenis: 10483
- Union List of Artist Names: 500530615
- Virtual International Authority File: 280474330
- WorldCat: E39PBJtmvj89R6Yp4Wq6vH9CcP